# 50 milles
Le 50 milles est une épreuve de course à pied courante en ultrafond dans les pays qui utilisent le mille international, notamment aux États-Unis, où les compétitions de cette longueur sont appelées des 50-milers. Elle consiste à franchir le plus rapidement environ 80,467 kilomètres, généralement en une seule étape.
La distance de 50 milles est l'une des plus élevées à avoir été adoptées comme une sorte de standard par un certain nombre de courses à pied, après le 100 milles et le 100 kilomètres. Parmi les courses sur cette distance, on recense beaucoup de trails comptant parmi les ultra-trails américains les plus importants, notamment l'American River 50 Mile Endurance Run, la JFK 50 Mile, la Leona Divide ou la Silver States 50.